# Футурама: В дикие зелёные дали
«Футурама: В дикие зелёные дали» — четвёртая полнометражная лента Футурамы на DVD.
Премьера состоялась 23 февраля 2009 года.
Дэвид Коэн заявил, что у фильма будет «реальная эпическая научно-фантастическая история, которая вовлекает персонажей в древнее сражение, длившееся на протяжении миллиардов лет, и наша команда, конечно, оказывается в её центре. Лента заканчивается приторно-сладко, и мы довольны полученным результатом. Особенно, если это будет последнее, что мы когда-либо сделаем».
Приглашённые звёзды: Фил Хендри, Пенн Джиллетт и Снуп Догг.
Название Into the Wild Green Yonder является ссылкой на псевдодокументальный научно-фантастический фильм 2005 года «Далёкая синяя высь», снятый Вернером Херцогом.

## Сюжет
Семья Вонгов, владеющая половиной территории Марса, решила разрушить Марс-Вегас — город шикарных казино — для того, чтобы построить новый Марс-Вегас ещё больше и роскошнее. Дать заключение о том, что строительство не повлияет на природу Марса, поручили Профессору Фарнсворту (за соответствующее вознаграждение). Лила, вступившая в партию экофеминисток, протестует против этого заключения, но единственное, что ей удалось — это спасти животное, похожее на пиявку.
При посещении борделя Бендер заводит роман с женой Донбота. Они хотят сбежать, но Бендер хочет сбежать с миллионом и отдаёт лифчик своей подружки за билет на участие в турнире по покеру. Чтобы избежать неудачи, подружка Бендера даёт ему счастливую ногу Донбота. Бендер выигрывает турнир, но его находит Робомафия и расстреливает.
Позже, играя в мини-гольф, Лила узнаёт о новых планах четы Вонгов: построить самое большое в мире поле для мини-гольфа. Это уже будет межзвёздный мини-гольф, и для строительства поля потребуется взорвать несколько звёзд. В том числе фиолетовый карлик, на орбите которого есть планета, заполненная редкими животными. Конечно, экологическая экспертиза лежит на надёжном партнёре — Профессоре Фарнсворте. Экофеминистки на этот раз не сдадутся без боя. Они врываются в жилище Вонга и пытаются протестовать, но находящийся там президент Земли Голова Ричарда Никсона, который сотрудничает с Вонгом, приказывает их арестовать, но экофеминистки сбегают, при этом раздавив безголовое тело вице-президента. Никсон объявляет их в розыск. Экофеминистки решают действовать решительно. Они начинают уничтожать постройки Лео Вонга. Дело заходит так далеко, что Ричард Никсон приказывает Зеппу Браннигану найти и расправиться с экофеминистками. Подслушав телефонный разговор Фрая и Лилы, Зепп находит экофеминисток и в ходе длительной погони, в ходе которой по вине Браннигана погибает вся команда «Нимбуса» и сам корабль оказывается полуразрушенным, с помощью Бендера ловит экофеминисток и их сажают в тюрьму. Позднее с помощью Бендера экофеминистки сбегают.
В это время выясняется, что Фрай неожиданно научился читать чужие мысли. Однако его мысли никто не может прочитать, так как у него отсутствуют дельта-волны. И он вступает в тайное общество, где все умеют читать чужие мысли. Его цель — найти представителя — Тёмного, мысли которого нечитаемы, и уничтожить его, для этого члены общества дают ему специальную бомбу, которая при активации испускает лазерное излучение, которое уничтожит Тёмного.
Фрай устраивается охранником у Лео Вонга, который позволяет ему уничтожить фиолетовый карлик. На церемонии уничтожения Фрай пытается опознать Тёмного, но не обнаруживает его и думает, что он Тёмный. В этот момент на церемонию врываются экофеминистки, которые пытаются сорвать церемонию. Фрай решается на суицид и активирует бомбу, но, к его удивлению, он не умирает после излучения. Тут выясняется, что Тёмный — пиявка Лилы, которую убивает излучение. После этого астероиды вокруг звезды превращаются в гигантский сперматозоид, который врезается в звезду. Звезда начинает делиться, как эмбрион, и превращается в гигантского космического ската, на котором живут все вымершие виды. Скат решает сохранить ДНК Тёмного, но это не удаётся из-за того, что труп пиявки съедает доктор Зойдберг. После этого скат улетает, а Зепп Бранниган возобновляет погоню за командой Planet Express. Команда удирает через образовавшуюся чёрную дыру.